# Pedro de la Peña
Pedro de la Peña Montenegro (Covarrubias, c.1520-Lima, 17 de marzo de 1583) fue un eclesiástico católico español, miembro de la Orden de Predicadores, que llegó a ser el segundo obispo de Quito (1565-1583).

## Biografía
Hijo de Hernán Vásquez e Isabel de la Peña, nació en Covarrubias, España, ingresó en la orden dominica en 1540. Fue alumno y profesor  del Colegio de San Gregorio de Valladolid. Se trasladó a América en 1550.
En México fue prior y maestro de novicios del convento dominico de Oaxaca. Luego fue elevado a provincial de su orden, cargo desde el cual promovió la creación de la Real Universidad de México (1553), la primera universidad novohispana y una de las primeras de América. En ella fue catedrático de prima de Teología. También ofició de confesor del virrey Luis de Velasco y Ruiz de Alarcón.
En 1560 regresó a España para explicar una serie de disputas que habían estallado en el seno de la iglesia novohispana, entre los sacerdotes diocesanos y de las órdenes religiosas. En 1563 fue nombrado obispo de Verapaz, en Guatemala, pero poco después fue promovido a la sede de Quito.

### Obispo de Quito
El 28 de febrero de 1563, el papa Pío IV lo preconizó como el segundo obispo de Quito. El 23 de mayo de 1565 fue consagrado por el arzobispo de Santiago de Compostela, Gaspar de Zúñiga y Avellaneda, en la Real basílica de Nuestra Señora de Atocha de Madrid. Tras su arribo a Guayaquil, envió a Quito al presbítero Martín Fernández de Herrera para que se posesionara del obispado en su nombre. Unos meses después ingresó en la ciudad.
Se dedicó a organizar su diócesis. Fundó el convento de Monjas de la Concepción, y el hospital de la Misericordia de Nuestro Señor, que fue el segundo que tuvo la ciudad de Quito. Solicitó el establecimiento de un seminario, lo que solo se concretaría en el gobierno de su sucesor. Facilitó la llegada de los jesuitas para que se dedicaran a la enseñanza de humanidades. Fue crítico severo del maltrato que los encomenderos cometían con los indios y los amenazó con no darles la absolución si persistían en esa conducta.
En 1567 asistió al II concilio limense, convocado por el arzobispo Jerónimo de Loayza. Por su parte, celebró en Quito el primer sínodo diocesano, que fue a la vez el primero que se realizó en América.
En 1577 asistió al III concilio limense, y por estar en ese momento vacante el arzobispado, le correspondió presidir el segundo auto de fe realizado en Lima, el 13 de abril de 1578, durante el cual fue quemado vivo fray Francisco de la Cruz, sentenciado por herejía.
En 1582 asistió al IV concilio limense, convocado por el santo arzobispo Toribio de Mogrovejo, pero se hallaba ya muy agotado por su avanzada edad y acabó falleciendo en la capital virreinal, el 17 de marzo de 1583. Por su voluntad, fue sepultado en la capilla de la Inquisición, que él mismo hizo construir, y dejó todos sus bienes a dicho tribunal.